# Arzignano Calcio a 5
L'Arzignano Calcio a 5 è stata un'associazione sportiva dilettantistica italiana attiva nel calcio a 5 con sede ad Arzignano.

## Storia

### L'approdo alle serie nazionali e gli scudetti
Fondata nel 1994 come Arzignano Grifo Calcio a 5, la squadra scala in breve tempo le categorie regionali, scontrandosi frequentemente con la Luparense con la quale si instaura una sentita rivalità mantenutasi viva anche nei campionati nazionali. Il primo derby è lo spareggio di Serie C1 del 1998 quando, sul campo neutro di Verona, i vicentini superano i padovani per 5-3, conquistando l'accesso alla Serie B.
Il Grifo sale in serie A2 vincendo il proprio girone di Serie B e la Coppa Italia di categoria. Dopo tre anni di Serie A2 arriva a giocarsi la promozione in Serie A ma è sconfitta in finale play-off dal Ciampino; la fusione di questa società con il Gruppo BNL Calcetto comporta tuttavia il ripescaggio proprio del Grifo.
Il campionato 2003-04 è quello del primo scudetto, conquistato battendo in finale il Perugia. Il secondo scudetto per la formazione veneta arriva al termine della stagione 2005-06 sconfiggendo i padovani anche nella Supercoppa nazionale per 5-3.

### Il cammino europeo
Due le esperienze europee per l'Arzignano Grifo che debutta in Coppa UEFA il 5 ottobre 2004 a Baku. I biancorossi vengono eliminati dagli sloveni del Litija che vincono lo scontro diretto per 6 a 5. Inutili i successi contro i lettoni del Bugroff Riga (10-3) e contro i padroni di casa del Turan Air (6-0).
Il 13 ottobre 2006 l'Arzignano conquista la qualificazione all'Elite round della Coppa UEFA 2006-07, sconfiggendo per 3-0 gli slovacchi dello Slov Matic Bratislava. Elimina i croati del MNK Split di Robert Jarni e lo Jistebník, e affronta gli spagnoli del Inter venendo sconfitta per le reti di Marquinho e Linares.
Nell'estate del 2007 la società è coinvolta nel doppio tesseramento del giocatore Eduardo Dias con la società Torino Calcio a 5. La commissione disciplinare della Divisione Calcio a 5 commina 4 punti di penalità, oltre a inibire il presidente Andrea Ghiotto fino a tutto il 31 ottobre 2008 oltre alla squalifica per due anni dell'ex vicepresidente della società Roberto Cazzola. La sentenza è stata pubblicata nel C.U. 761 del 13 giugno 2007

### La Coppa Italia 2009
La prima Coppa Italia della storia della società viene conquistata nel 2009. Guidata dal tecnico portoghese Polido, la squadra inizia la competizione battendo piuttosto agevolmente (con il punteggio di 4-1) la formazione campana del Napoli Barrese e qualificandosi quindi per le semifinali; semifinali che vedono il derby veneto Arzignano-Marca TV e lo scontro tra i detentori della Luparense e i dominatori della Coppa Italia 2007, il Montesilvano. Il derby veneto si rivela, così come previsto, molto combattuto e vede il Grifo vincente per 4-2 con le doppiette di Jonas e Bizzarri. Nell'altra semifinale la Luparense prevale per 4-1 sul Montesilvano; si terminerà quindi col più classico dei derby veneti del futsal, Grifo-Luparense, la prima Final Eight di Coppa Italia nel Veneto (si gioca infatti a Conegliano).
La finale è una pubblicità per il futsal: un grande spettacolo si prospetta infatti davanti agli occhi delle oltre 3500 persone presenti alla Zoppas Arena di Conegliano. La partita, combattutissima sotto tutti i punti di vista, vede prevalere l'Arzignano Grifo ai rigori con il punteggio di 7-6 (Regolamentari:2-2, Supplementari:3-3). Insieme ai tifosi, giunti fino a Conegliano da Arzignano, la squadra festeggia la prima Coppa Italia della sua storia, che viene tolta dal petto proprio dai precedenti detentori della Luparense. Nell'estate del 2009 gran parte della dirigenza della società viene coinvolta in questioni giudiziarie: il presidente Andrea Ghiotto, in particolare, è implicato in vicende legate a presunte frodi ed evasione fiscale. Nonostante tutto la società si iscrive comunque al campionato di A, ma a dicembre è costretta a vendere tutti i giocatori migliori e a proseguire il campionato affidandosi ai ragazzi del settore giovanile, concludendo il campionato al penultimo posto e retrocedendo.

### Il nuovo corso
Traghettata dai pochi dirigenti rimasti, la società si iscrive in serie C1 non potendo far fronte a categorie economicamente troppo impegnative; inoltre, come ulteriore segnale di cesura rispetto all'era Ghiotto, viene cambiata la denominazione in Arzignano Futsal. Dopo un primo campionato di assestamento, concluso comunque al secondo posto, la formazione guidata dal neo-presidente Mirco Rossetti e dall'allenatore Marco Boschetto conquista la promozione in serie B. Nell'estate del 2012 si registra un secondo leggero cambio di denominazione, da Arzignano Futsal al più tradizionale "Arzignano Calcio a 5". Nella stagione 2013-14 l'Arzignano vince i play-off di Serie B assicurandosi la promozione in Serie A2. Nel 2015 diventa Real Futsal Arzignano, mantenendo questa denominazione anche due anni più tardi quando la società assorbe i concittadini dello Sporting Castello. Nella stagione 2017-18 vince i play-off di Serie A2 facendo così ritorno nella massima serie dopo 9 anni di assenza. Nell'estate del 2020 la retrocessione in Serie A2 convince la società ad unire le forze con i concittadini dell'Arzignano Team, reduci dal primo campionato di Serie B della propria storia. Mirco Rossetti cede la presidenza a Marco Riva per assumere quella di vicepresidente; inoltre, la società ritorna a chiamarsi Arzignano Calcio a 5.

## Cronistoria
| Cronistoria dell'Arzignano C5 |
| --- |
| - 1994 · Fondazione dell'Arzignano Grifo C5. - 1994-95 · 1ª nel girone A di Serie C2 Veneto. Promossa in Serie C1. - 1995-96 · 6ª in Serie C1 Veneto. - 1996-97 · 9ª nel girone A di Serie C1 Veneto. - 1997-98 · 1ª nel girone A di Serie C1 Veneto. Promossa in Serie B. Vince lo spareggio promozione. ? in Coppa Italia regionale. - 1998-99 · 1ª nel girone B di Serie B. Promossa in Serie A2. Vince la Coppa Italia di Serie B (1º titolo). - 1999-00 · 5ª nel girone A di Serie A2. Semifinalista play-off promozione. Ottavi di finale di Coppa Italia di Serie A2. - 2000-01 · 3ª nel girone A di Serie A2. Sconfitta nello spareggio promozione-salvezza. 1ª fase di Coppa Italia di Serie A2. - 2001-02 · 2ª nel girone A di Serie A2. Ripescata in Serie A. Sconfitta nello spareggio promozione-salvezza. 3ª in Coppa Italia di Serie A2. - 2002-03 · 11ª in Serie A. Vince i play-out. Semifinalista di Coppa Italia. - 2003-04 · 1ª in Serie A, Campione d'Italia (1º titolo). Quarti di finale di Coppa Italia. - 2004-05 · 4ª in Serie A. Quarti di finale play-off scudetto. Finalista di Coppa Italia. Vince la Supercoppa italiana (1º titolo). 1ª fase di Coppa UEFA. - 2005-06 · 4ª in Serie A, Campione d'Italia (2º titolo). Semifinalista di Coppa Italia. - 2006-07 · 4ª in Serie A. Quarti di finale play-off scudetto. Quarti di finale di Coppa Italia. Vince la Supercoppa italiana (2º titolo). 2ª fase di Coppa UEFA. - 2007-08 · 3ª in Serie A. Finalista play-off scudetto. Quarti di finale di Coppa Italia. - 2008-09 · 4ª in Serie A. Semifinalista play-off scudetto. Vince la Coppa Italia (1º titolo). - 2009-10 · 13ª in Serie A. Retrocessa in Serie A2. Finalista di Supercoppa italiana. - 2010 · Rinuncia alla Serie A2 e iscrizione in Serie C1 Veneto, assume la denominazione Arzignano Futsal. - 2010-11 · 2ª in Serie C1 Veneto. Quarti di finale di Coppa Italia regionale. - 2011-12 · 1ª in Serie C1 Veneto. Promossa in Serie B. Semifinalista di Coppa Italia regionale. - 2012 · Assume la denominazione Arzignano C5. - 2012-13 · 6ª nel girone B di Serie B. 1ª fase di Coppa Italia di Serie B. - 2013-14 · 3ª nel girone B di Serie B. Promossa in Serie A2. Vince i play-off promozione. Finalista di Coppa Italia di Serie B. - 2014-15 · 9ª nel girone A di Serie A2. - 2015 · Assume la denominazione Real Futsal Arzignano. - 2015-16 · 6ª nel girone A di Serie A2. - 2016-17 · 3ª nel girone girone A di Serie A2. Semifinalista play-off promozione. Quarti di finale di Coppa Italia di Serie A2. - 2017 · Incorpora lo Sporting Castello. - 2017-18 · 2ª nel girone A di Serie A2. Promossa in Serie A. Vince i play-off promozione. 1º turno di Coppa Italia di Serie A2. 1º turno di Coppa della Divisione. - 2018-19 · 11ª in Serie A. Vince i play-out. Turno preliminare di Coppa Italia. 3º turno di Coppa della Divisione. - 2019-20 · 15ª in Serie A. Retrocessa in Serie A2. 3º turno di Coppa della Divisione. - 2020 · Incorpora l'Arzignano Team, ritorna alla denominazione Arzignano C5. - 2020-21 · 2ª nel girone A di Serie A2. Semifinalista play-off promozione. - 2021-22 · 7ª nel girone A di Serie A2. - 2022 · Scioglimento della società. |

## Statistiche e record

### Partecipazione ai campionati
| Livello | Categoria | Partecipazioni | Debutto   | Ultima stagione | Totale |
| ------- | --------- | -------------- | --------- | --------------- | ------ |
| 1º      | Serie A   | 10             | 2002-2003 | 2019-2020       | 10     |
| 2º      | Serie A2  | 9              | 1999-2000 | 2021-2022       | 9      |
| 3º      | Serie C1  | 3              | 1995-1996 | 1997-1998       | 6      |
| 3º      | Serie B   | 3              | 1998-1999 | 2013-2014       | 6      |
| 4º      | Serie C2  | 1              | 1994-1995 | 1994-1995       | 3      |
| 4º      | Serie C1  | 2              | 2010-2011 | 2011-2012       | 3      |

## Strutture

### Palazzetto
La prima squadra e la squadra Under 21 giocano attualmente al PalaTezze, un palazzetto dello sport costruito nel 2004, inaugurato proprio con lo svolgimento della finale scudetto Arzignano Grifo-Perugia, che culminò con la conquista del primo scudetto vicentino. La capienza del PalaTezze è di 1300 spettatori (di cui 600 a sedere) che possono essere distribuiti nella tribuna centrale e nelle due curve. Prima della costruzione del PalaTezze, le partite si giocarono al glorioso PalaFortis, che vide le vicende della squadra arzignanese dalla serie C2 fino alla A1. Le altre formazioni giovanili giocano invece al PalaSanBortolo.

## Giocatori
Giocatori che hanno fatto la storia della società biancorossa:
- Márcio Brancher (2003-07; 2007-09; 2011-22) - 17 stagioni
- Fabrizio Amoroso (2002-04; 2005-07; 2010-12; 2013-20) - 13 stagioni
- Matija Đulvat (1998-04) - 6 stagioni
- Luciano Antonelli (2000-03; 2010-12; 2013-14) - 6 stagioni
- John Pinilla (2003-08) - 5 stagioni

## Palmarès

### Competizioni nazionali
- Campionato italiano: 2

2003-2004, 2005-2006
- Coppa Italia: 1

2008-2009
- Supercoppa italiana: 2

2004, 2006
- Campionato di Serie B: 1

1998-1999 (girone B)
- Coppa Italia di Serie B: 1

1998-1999

### Competizioni regionali
- Campionato di Serie C1: 2

1997-1998 (girone B), 2011-2012
- Campionato di Serie C2: 1

1994-1995 (girone A)

### Competizioni giovanili
- Campionato italiano Under-21: 1

2003-2004
- Coppa Italia Under-21: 1

2004-2005